# Бояна Костадинова
Бояна Тодорова Костадинова е българска щангистка.

## Биография
Родена е във Велико Търново в спортно семейство. На 6-годишна възраст започва да се занимава с модерен балет, след това с кикбокс и бокс. На 12 години започва да тренира вдигане на тежести, запалвайки се по този спорт от майка си Вера Маринова, шампионка по силов трибой.
Учи в пловдивското спортно училище „Васил Левски“, в редовна форма на обучение. Състезателка е на „Марица“ – Пловдив с личен треньор Борислав Налбантов.
През 2023 г., едва 15-годишна, дебютира на Европейското първенство за жени в Ереван (Армения), завършвайки осма в категорията до 45 кг.
На Европейското първенство по вдигане на тежести за кадетки и кадети в Кишинев (Молдова) през 2023 г. става вицешампионка на Европа в категория до 45 килограма, На първенството в Солун (Гърция) през 2024 г. става бронзова медалистка в двубоя в категория до 49 килограма, а в движенията изхвърляне и изтласкване печели сребърни медали.
На Европейското първенство по вдигане на тежести за юноши и девойки до 20 и до 23 години в Рашин (Полша) става вицешампионка в кат. до 45 кг в двубоя при по-малките. Тя е трета на изхвърляне, като преодолява 67 кг, и втора в изтласкване с резултат от 82 кг.
През пролетта на 2025 участва на Световните първенства в Лима, Перу, за кадети и кадетки и за юноши и девойки, които за първи път се провеждат едновременно на един и същи подиум. При кадетките печели златен медал в изхвърлянето и завършва с бронзов медал в двубоя. Във втората възрастова група до 20 г. завършва на пето място в двубоя.
В края на юли през същата година печели три сребърни медала на Европейското първенство по вдигане на тежести за кадети и кадетки до 17 г. в Мадрид в при дебюта на новата категория до 48 кг.

## Спортни постижения
| Година                                      | Място                                       | Категория (до)                              | С изхвърляне (кг)                           | С изхвърляне (кг)                           | С изхвърляне (кг)                           | С изхвърляне (кг)                           | С изтласкване (кг)                          | С изтласкване (кг)                          | С изтласкване (кг)                          | С изтласкване (кг)                          | Общо                                        | Място                                       |
| Година                                      | Място                                       | Категория (до)                              | 1                                           | 2                                           | 3                                           | Място                                       | 1                                           | 2                                           | 3                                           | Място                                       | Общо                                        | Място                                       |
| Европейско първенство по вдигане на тежести | Европейско първенство по вдигане на тежести | Европейско първенство по вдигане на тежести | Европейско първенство по вдигане на тежести | Европейско първенство по вдигане на тежести | Европейско първенство по вдигане на тежести | Европейско първенство по вдигане на тежести | Европейско първенство по вдигане на тежести | Европейско първенство по вдигане на тежести | Европейско първенство по вдигане на тежести | Европейско първенство по вдигане на тежести | Европейско първенство по вдигане на тежести | Европейско първенство по вдигане на тежести |
| ------------------------------------------- | ------------------------------------------- | ------------------------------------------- | ------------------------------------------- | ------------------------------------------- | ------------------------------------------- | ------------------------------------------- | ------------------------------------------- | ------------------------------------------- | ------------------------------------------- | ------------------------------------------- | ------------------------------------------- | ------------------------------------------- |
| 2023                                        | Ереван, Армения                             | 45 кг                                       | 58                                          | 59                                          | 61                                          | 7                                           | 70                                          | 73                                          | 75                                          | 8                                           | 134                                         | 8                                           |
| 2024                                        | София, България                             | 45 кг                                       | 65                                          | 66                                          | 66                                          | -                                           | 77                                          | 80                                          | 83                                          | 6                                           | -                                           | -                                           |
| Световно първенство за юноши и девойки      |                                             |                                             |                                             |                                             |                                             |                                             |                                             |                                             |                                             |                                             |                                             |                                             |
| 2025                                        | Лима, Перу                                  | 49 кг                                       | 70                                          | 73                                          | 75                                          | 5                                           | 86                                          | 89                                          | 93                                          | 8                                           | 164                                         | 5                                           |
| Световно първенство за кадети и кадетки     |                                             |                                             |                                             |                                             |                                             |                                             |                                             |                                             |                                             |                                             |                                             |                                             |
| 2025                                        | Лима, Перу                                  | 49 кг                                       | 70                                          | 73                                          | 75                                          | 1                                           | 86                                          | 89                                          | 93                                          | 4                                           | 164                                         | 1                                           |
| Европейско първенство за юноши и девойки    |                                             |                                             |                                             |                                             |                                             |                                             |                                             |                                             |                                             |                                             |                                             |                                             |
| 2024                                        | Рашин, Полша                                | 45 кг                                       | 64                                          | 67                                          | 67                                          | 1                                           | 80                                          | 82                                          | 86                                          | 2                                           | 149 EYR                                     | 2                                           |
| Европейско първенство за кадети и кадетки   |                                             |                                             |                                             |                                             |                                             |                                             |                                             |                                             |                                             |                                             |                                             |                                             |
| 2023                                        | Кишинев, Молдова                            | 45 кг                                       | 60                                          | 64                                          | 66                                          | 2                                           | 73                                          | 77                                          | 79                                          | 1                                           | 141                                         | 2                                           |
| 2024                                        | Солун, Гърция                               | 49 кг                                       | 68                                          | 72                                          | 74                                          | 2                                           | 84                                          | 89                                          | 93                                          | 2                                           | 161                                         | 1                                           |
| 2025                                        | Мадрид, Испания                             | 48 кг                                       | 70                                          | 73                                          | 75                                          | 2                                           | 85                                          | 89                                          | 93                                          | 2                                           | 160                                         | 2                                           |